# 挪威國家美術館
挪威國家美術館（挪威語：Nasjonalgalleriet）是一所位於挪威首都奧斯陸的美術館。2003年起，此館成為國立藝術、建築和設計博物館的附屬分館。

## 历史
在1836年，挪威議會決定興建此館，並在1842年完工；美術館原先位於奧斯陸王宮，在1882年遷移至新的專用建築。該建築在2012年1月被文化遺產管理局列入國家古物保護。
藝術家鄭·帝撕於1908年至1941年擔任美術館的館長，他為美術館買下不少的作品。
1990年，博物館的大部分藏品被轉移到新成立的挪威現代藝術博物館。
此館在2019年1月臨時關閉，館藏將遷至2020年啟用的西鐵新國家博物館。

## 館藏

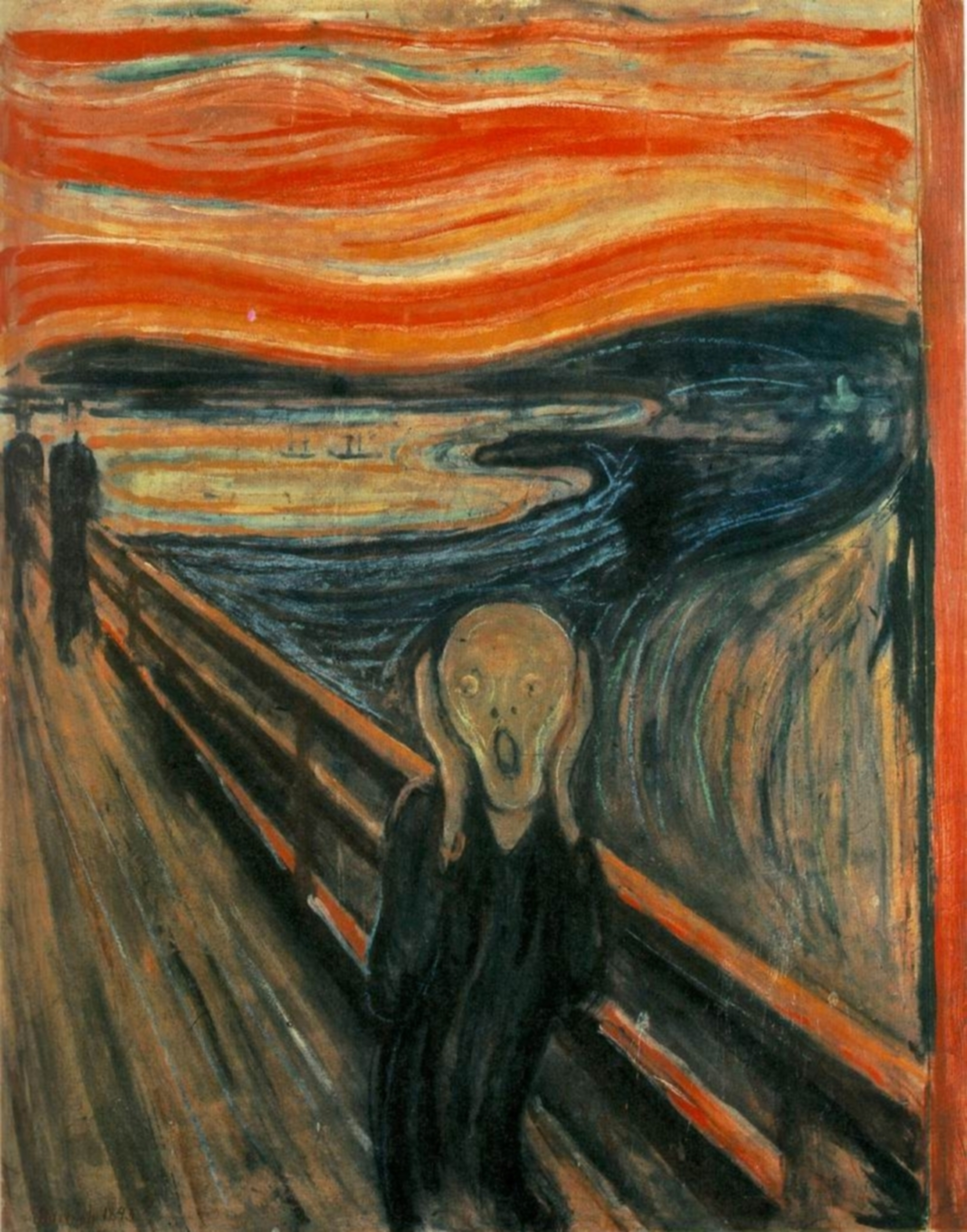
《吶喊》

美術館以收藏挪威民族浪漫主義及愛德華·蒙克的藝術作品為主。愛德華·蒙克捐贈了1000幅油畫、15400張版畫，4500件素描和水彩畫，以及6件雕刻作品給予奧斯陸當局，期中由他創作的《吶喊》更為此館收藏的主要作品之一。
在20世紀，美術館的藏品大多介紹挪威視覺藝術的發展，並以繪畫，雕塑，攝影，錄像等多方面的表達方式介紹。